# Christina Schollin
Christina Alma Elisabet Schollin (Stockholm, 26 december 1937) is een Zweedse actrice.

## Privéleven
Schollin trouwde in 1962 met acteur Hans Wahlgren met wie zij vier kinderen heeft, de acteurs Niclas en Linus, zangeres Pernilla en een bankier. Schollin runde enige tijd een antiekwinkel, Gambla Stan, in Stockholm.

## Carrière
Schollin begon in 1956 met acteren in de film Swing it, fröken!, waarna zij nog meerdere rollen speelde in films en televisieseries. In 1966 won zij een Guldbagge voor haar rol in de film Ormen in de categorie Beste Actrice. In 2013 ontving ze de Zweedse koninklijke onderscheiding Litteris et Artibus.

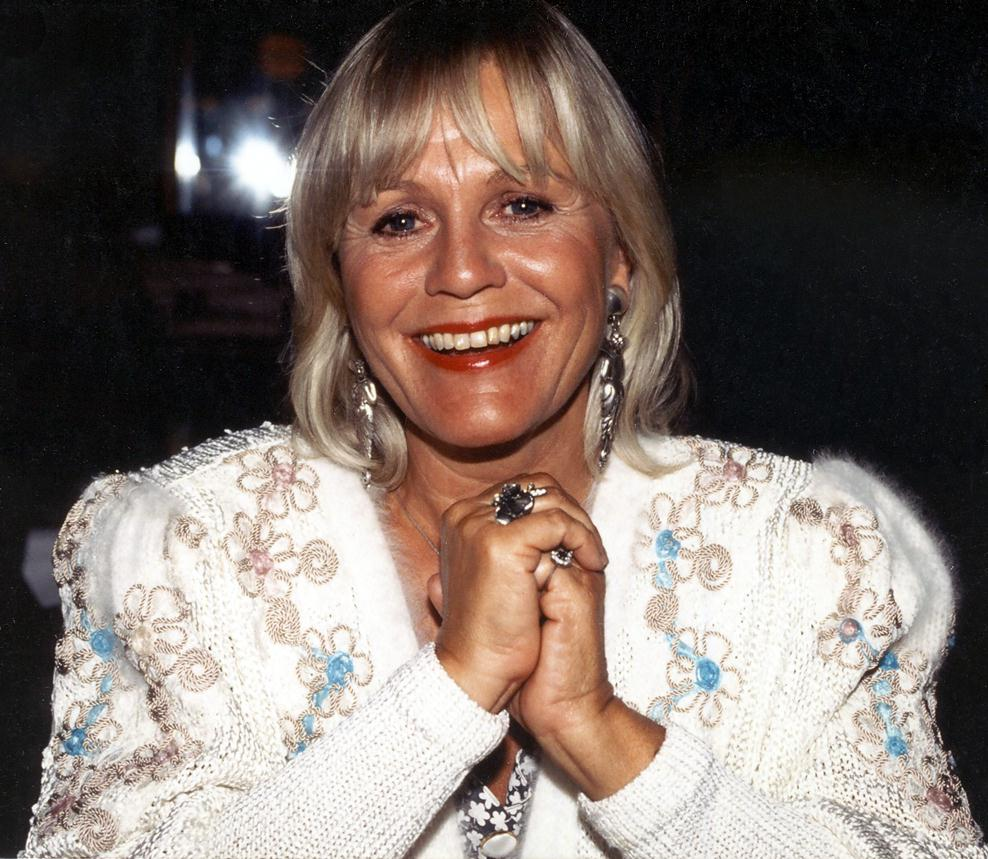
Christina Schollin in 1993

## Filmografie

### Films
- 1989 Det svänger på varuhuset - als Margareta
- 1986 De två saliga - als Annika
- 1983 Polskan och puckelryggen - als Nora de huurbazin
- 1982 Fanny och Alexander - als Lydia Ekdahl
- 1982 Sova räv - als Ylva Segerkranz
- 1979 Linus eller Tegelhusets hemlighet - als Märta
- 1987 Dante - akta're för Hajen! - als moeder van Dante
- 1975 Garaget - als Nancy Billgren
- 1972 Den längsta dagen - als Anna
- 1971 Vill så gärna tro - als Lillemor
- 1971 Leka med elden - als vrouw van de zoon
- 1970 Song of Norway - als Therese Berg
- 1968 Private Entrance- als Kristina
- 1968 Hennes meget kongelige høyhet - als prinses Anne
- 1968 Lekar i kvinnohagen - als Betty Bremblad
- 1967 Tofflan - als Majmi
- 1967 Elsk... din næste! - als Solvej
- 1966 Adamsson i Sverige - als Sylvia
- 1966 Yngsjömordet - als Hanna Johansdotter
- 1966 Ormen - als Iréne Sandström
- 1965 Den nya kvinnan - als Inger
- 1964 Käre John - als Anna
- 1964 Bröllopsbesvär - als Hildur Palm
- 1962 Nils Holgerssons underbara resa - als kantoormeisje
- 1962 Biljett till paradiset'' - als Pyret Sträng
- 1961 Änglar, finns dom? - als Margareta Günther
- 1960 Bröllopsdagen - als Titti
- 1960 Kärlekens decimaler - als Barbro Bovell
- 1959 Sängkammartjuven - als stewardess
- 1959 Raggare! - als Beatrice 'Bibban' Larsson
- 1958 Avsked - als Bessie
- 1956 Swing it, fröken! - als Gunvor Dahl

### Televisieseries
Uitgezonderd eenmalige gastrollen.
- 2021 Mer panik i tomteverkstan - als Tomterådet - 10 afl.
- 2021 Thunder in My Heart - als Agnetha - 3 afl.
- 2019 Panik i tomteverkstan - als Tomtemormor
- 2010 Välkommen åter - als Maj - 10 afl.
- 1994-1999 Tre kronor - als Birgitta Wästberg - 123 afl.
- 1997 Irma & Gerd - als Irma - 6 afl.
- 1987-1989 Varuhuset - als Margareta
- 1986 Gösta Berlings saga - als Kaptenskan Uggla - 3 afl.
- 1973 Mumindalen - als Lilla My - 17 afl.
- 1966 Operation Argus - als Karin - 3 afl.

- Biblioteca Nacional de España: XX1558765
- Gemeinsame Normdatei: 1043523936
- International Standard Name Identifier: 0000 0000 7825 0633
- Library of Congress Control Number: no99010098
- MusicBrainz: 141237a0-468e-4f23-a625-6aa565fc29e5
- Nationale Bibliotheek van Israël: 987007351895205171
- LIBRIS: 398698
- Virtual International Authority File: 75945904
- WorldCat: E39PBJkHvcR3mTM7cgqFpHpQMP